# Правила шантажу
«Правила шантажу» — кінофільм режисера Патріка Філліпса, що вийшов на екрани в 2008 році.

## Зміст
Винні у серйозній провині часто йдуть на компроміс зі своєю совістю, намагаючись уникнути покарання. Цим завжди користуються шахраї, які не гребують нічим, щоб заробити. Варіанти «підстав» бувають різними, і уберегтися від них на всі сто відсотків неможливо!
Досвідчені аферисти погрозами і шантажем уміло заганяють у кут своїх жертв, і ті навіть помислити бояться про втручання закону. Але іноді ситуація виходить з-під контролю, і ліпші «на гачок» роблять нові помилки, здійснюючи набагато більш страшні злочини…

## Ролі
| Актор            | Роль |
| ---------------- | ---- |
| Дін Редман       | -    |
| Надін Райт       | -    |
| Нельс Леннарсон  | -    |
| Тесс Річ         | -    |
| Джилена Корі     | -    |
| Лора Баклз       | -    |
| Марша Режис      | -    |
| Мічаша Армстронг | -    |
| Шайло Брайант    | -    |
| Фрейзер Корбетт  | -    |

## Знімальна група
- Режисер — Патрік Філліпс
- Сценарист — Миру Меро, Патрік Філліпс
- Продюсер — Патрік Філліпс, Хайді Шнельцер, Даррен Хопп
- Композитор — Патрік Філліпс, Ніл Рамакрішнан